# Reiner Klimke
Reiner Klimke (Münster, 14 januari 1936 - Münster, 17 augustus 1999) was een Duits ruiter, gespecialiseerd in dressuur en daarnaast politicus (CDU). Hij nam zesmaal deel aan de Olympische Spelen, waarbij hij in totaal zes gouden medailles won. Tevens behaalde Klimke viermaal goud met het Duitse team op het wereldkampioenschap en werd hij tweemaal wereldkampioen individueel. Tijdens de Spelen van 1960 in Rome nam Klimke deel aan het eventing en werd achttiende.
Naast ruiter was Klimke advocaat, notaris en politicus. Van 31 mei 1990 tot 31 mei 1995 was hij lid van de Landdag van Noordrijn-Westfalen voor de CDU. Klimkes dochter Ingrid Klimke won twee olympische gouden medailles in het eventingtoernooi.

## Resultaten
- Olympische Zomerspelen 1960 in Rome: 18e eventing met Winzerin
- Olympische Zomerspelen 1964 in Tokyo:  landenwedstrijd dressuur met Dux
- Olympische Zomerspelen 1964 in Tokyo: 6e individueel dressuur met Dux
- Olympische Zomerspelen 1968 in Mexico-Stad:  landenwedstrijd dressuur met Dux
- Olympische Zomerspelen 1968 in Mexico-Stad:  individueel dressuur met Dux
- Olympische Zomerspelen 1976 in Montreal:  landenwedstrijd dressuur met Mehmed
- Olympische Zomerspelen 1976 in Montreal:  individueel dressuur met Mehmed
- Olympische Zomerspelen 1984 in Los Angeles:  landenwedstrijd dressuur met Ahlerich
- Olympische Zomerspelen 1984 in Los Angeles:  individueel dressuur met Ahlerich
- Olympische Zomerspelen 1988 in Seoel:  landenwedstrijd dressuur met Ahlerich
- Olympische Zomerspelen 1988 in Seoel: 20e individueel dressuur met Ahlerich

1912: Carl Bonde ·
1920: Janne Lundblad ·
1924: Ernst Linder ·
1928: Carl Friedrich von Langen ·
1932: Xavier Lesage ·
1936: Heinz Pollay ·
1948: Hans Moser ·
1952: Henri Saint Cyr ·
1956: Henri Saint Cyr ·
1960: Sergej Filatov ·
1964: Henri Chammartin ·
1968: Ivan Kizimov ·
1972: Liselott Linsenhoff ·
1976: Christine Stückelberger ·
1980: Elisabeth Theurer ·
1984: Reiner Klimke ·
1988: Nicole Uphoff ·
1992: Nicole Uphoff ·
1996: Isabell Werth ·
2000: Anky van Grunsven ·
2004: Anky van Grunsven ·
2008: Anky van Grunsven ·
2012: Charlotte Dujardin ·
2016: Charlotte Dujardin ·
2020: Jessica von Bredow-Werndl ·
2024: Jessica von Bredow-Werndl
1928: von Langen, Linkenbach, Lotzbeck ·
1932: Lesage, Marion, Jousseaume ·
1936: Pollay, Gerhard, Oppeln-Bronikowski ·
1948: Jousseaume, Saint-Fort Paillard, Buret ·
1952: Saint Cyr, Boltenstern, Persson ·
1956: Saint Cyr, Boltenstern, Persson ·
1964: Boldt, Klimke, Neckermann ·
1968: Neckermann, Klimke, Linsenhoff ·
1972: Petoesjkova, Kizimov, Kalita ·
1976: Boldt, Klimke, Grillo ·
1980: Kovsjov, Oegrjoemov, Misevitsj ·
1984: Klimke, Sauer, Krug ·
1988: Klimke, Linsenhoff, Theodorescu, Uphoff ·
1992: Balkenhol, Uphoff, Theodorescu, Werth ·
1996: Balkenhol, Schaudt, Theodorescu, Werth ·
2000: Werth, Capellmann, Salzgeber, Simons-de Ridder ·
2004: Kemmer, Schmidt, Schaudt, Salzgeber ·
2008: Kemmer, Capellmann, Werth ·
2012: Hester, Bechtolsheimer, Dujardin ·
2016: Rothenberger, Schneider, Bröring-Sprehe, Werth ·
2020: von Bredow-Werndl, Schneider, Werth ·
2024: Wandres, von Bredow-Werndl, Werth
- Biblioteca Nacional de España: XX988162
- Bibliothèque nationale de France: cb11909852g (data)
- Catàleg d'autoritats de noms i títols de Catalunya: 981058528182806706
- Gemeinsame Normdatei: 124216617
- International Standard Name Identifier: 0000 0001 1084 095X
- Library of Congress Control Number: n85116678
- MusicBrainz: f3ec81b2-c8a4-437f-b0dd-4f890294c04b
- Nationale Bibliotheek van Tsjechië: xx0033346
- Nederlandse Thesaurus van Auteursnamen: 071188991
- LIBRIS: 193843
- Système universitaire de documentation: 02695088X
- Virtual International Authority File: 112753311
- WorldCat: E39PBJrrtbp7g7qWT6wDWCdWjC